# 青磚圍

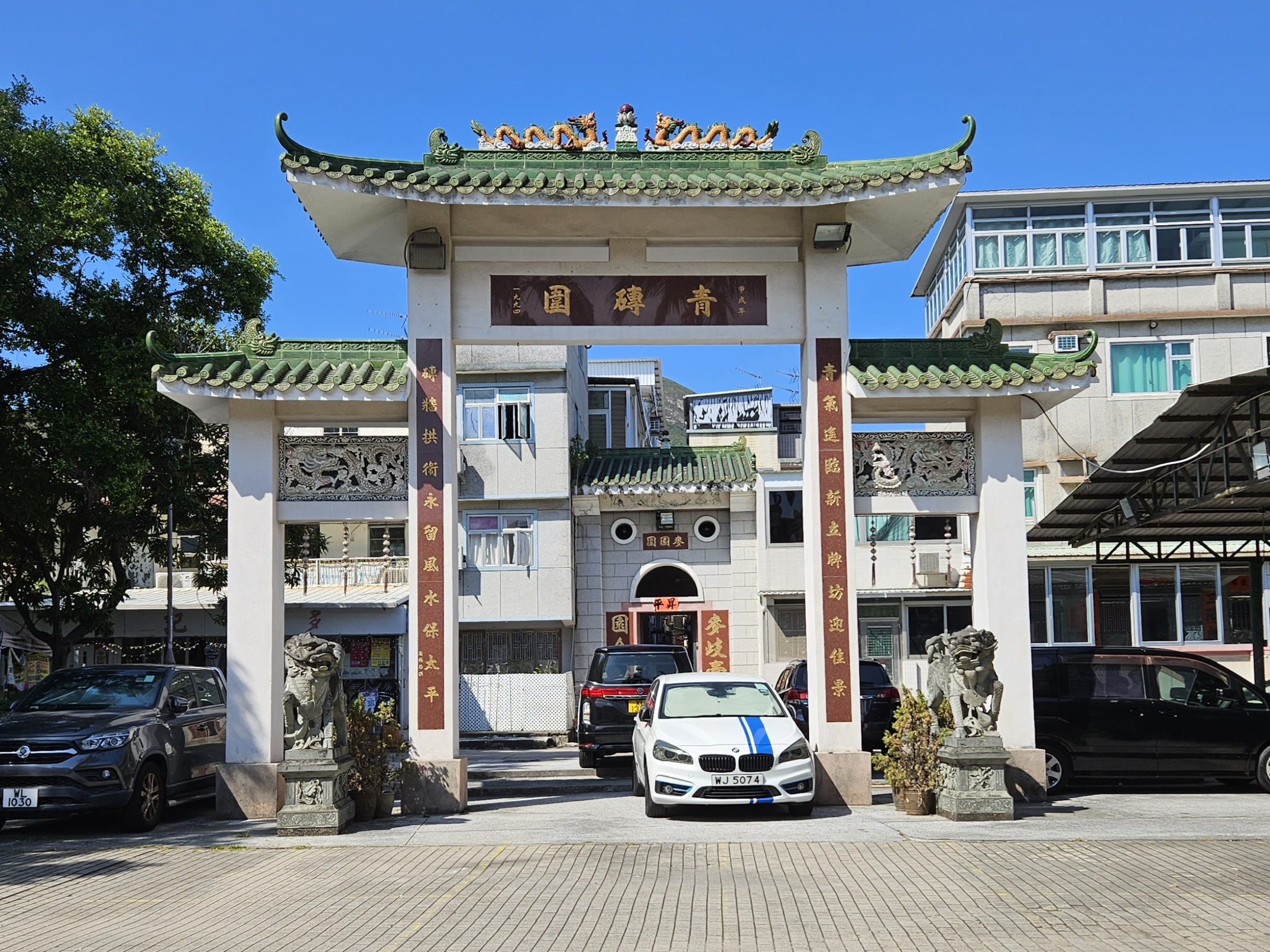
1994年建成的青磚圍牌坊

青磚圍是香港一條圍村，位於新界屯門區藍地，福亨村對面。青磚圍原稱麥園圍，因村外圍牆用青磚重建，所以改稱為青磚圍，現時於圍村正門入口仍有一段青磚圍牆留存。青磚圍的居民大多是陶姓，村內設有村公所、祠堂和天后廟。
青磚圍位於屯門西北，又名麥園圍，是陶族的宗族圍村，屬於本地圍原居民村。青磚圍以前有青磚砌成的圍牆包圍整條村落，故名青磚圍，是屯門少數有圍牆的村落。

## 歷史
屯門陶氏原籍江西鄱陽，為江西鄱陽陶丹之後，晉朝名將陶侃及詩人陶淵明為他們的先祖。陶侃十八世傳至陶文質由廣西遷居至今廣東寶安縣 ，再由廣東寶安縣遷居於元朗牛潭尾，最後於屯門定居，建立屯門村，是為陶氏一世祖。至明朝年間，陶氏族人建立屯門村，開鄉奠基。文質公子處斯生三子，次子及三子分別遷居到番禺和新會縣城。而長子嘉儀則留居屯門，並生四子，除第四子其後遷居惠州外，其餘三子定居屯門，繁衍至今，成為屯門的大族。陶文質、處斯首建屯門村，據於清康熙《新安縣志》所載，康熙遷海復界後，陶氏族人於乾隆年間 (1736-1795) 先後建立黃崗圍（泥圍）、麥園圍（青磚圍）、屯子圍（田子圍）、永安村（藍地村）及大園圍（新村圍），有的族人遷到其他地方，如虎地村、新墟村、元朗等。青磚圍原名為麥園圍，這是由於在立村時，該地原為一片麥田，遠望金黃一片，故命名麥園圍。圍門石額上仍存「麥園」兩字。另外由於建村時，村屋多用附近出產的青磚為材，故該圍亦名為「青磚圍」。